# Scorpions World Tour 2003
Scorpions World Tour 2003 es la décima octava gira de conciertos a nivel mundial de la banda alemana de heavy metal y hard rock Scorpions. Comenzó el 29 de enero de 2003 en el recinto Jacksonville Veterans Memorial Arena de Jacksonville en los Estados Unidos y culminó el 6 de septiembre del mismo año en la Plaza Roja de Moscú en Rusia. Cabe señalar que fue la última gira con el bajista Ralph Rieckermann, ya que antes de grabar Unbreakable de 2004 anunció su retiro de la banda.

## Antecedentes
La gira comenzó el 29 de enero de 2003 en Jacksonville (Florida), que fue la primera presentación del tour especial que contó con Whitesnake y Dokken como artistas invitados y que solo contempló fechas por los Estados Unidos y Canadá. Durante las más de treinta presentaciones por Norteamérica Dokken estaba encargado de abrir los conciertos, mientras que Scorpions y Whitesnake eran los que cerraban, algunos días a cargo de los alemanes y otras de los británicos. El 24 de mayo en Stuttgart comenzaron su visita por Europa, que contó con nueve conciertos por cinco países, entre ellos tres fechas por Portugal. 
Su última presentación se llevó a cabo el 6 de septiembre de 2003 en la Plaza Roja de Moscú con la Orquesta Presidencial de la Federación Rusa, para celebrar un nuevo aniversario de la capital rusa. Entre los asistentes se encontraba el presidente Vladímir Putin y otras autoridades públicas.

## Lista de canciones
A lo largo de la gira la banda tocó dos listados de canciones; uno para las fechas norteamericanas y otro para las europeas. Durante su visita por los Estados Unidos y Canadá junto a Whitesnake y Dokken, interpretaron un promedio de diecisiete canciones. Mientras que para las fechas europeas tocaron diecinueve, ya que incluyeron «You and I» y «Always Somewhere». Para el concierto ofrecido en Moscú con la Orquesta Presidencial de la Federación Rusa tocaron un setlist exclusivo, que contó con veinte canciones en total. Entre ellas destacó las nuevas pistas «New Horizons» y «Miracle», las versiones orquestadas de «No One Like You», «Send Me an Angel», «Big City Nights», «Still Loving You», «Dynamite», «Deadly Sting Suite» —medley integrado por «He's a Woman She's a Man» y «Dynamite»— «Crossfire», «Moment of Glory», «Wind of Change» y «Rock You Like a Hurricane», y las canciones rusas «Noches de Moscú» y «Polyushko Pole».

## Fechas
| Fecha           | País           | Ciudad              | Recinto/Festival                     |
| Norteamérica    | Norteamérica   | Norteamérica        | Norteamérica                         |
| --------------- | -------------- | ------------------- | ------------------------------------ |
| 29 de enero     | Estados Unidos | Jacksonville        | Jacksonville Veterans Memorial Arena |
| 31 de enero     | Estados Unidos | West Palm Beach     | Coral Sky Amphitheatre               |
| 1 de febrero    | Estados Unidos | Fort Myers          | TECO Arena                           |
| 2 de febrero    | Estados Unidos | Tampa               | St. Pete Times Forum                 |
| 4 de febrero    | Estados Unidos | Pensacola           | Pensacola Civic Center               |
| 5 de febrero    | Estados Unidos | Bossier City        | CenturyTel Center                    |
| 7 de febrero    | Estados Unidos | Grand Prairie       | Next Stage at Grand Prairie          |
| 8 de febrero    | Estados Unidos | San Antonio         | Alamodome                            |
| 9 de febrero    | Estados Unidos | Austin              | Frank Erwin Center                   |
| 11 de febrero   | Estados Unidos | Albuquerque         | Tingley Coliseum                     |
| 12 de febrero   | Estados Unidos | El Paso             | Don Haskins Center                   |
| 14 de febrero   | Estados Unidos | San Diego           | Cox Arena                            |
| 15 de febrero   | Estados Unidos | Las Vegas           | Mandalay Bay Events Center           |
| 16 de febrero   | Estados Unidos | Bakersfield         | Centennial Garden                    |
| 18 de febrero   | Estados Unidos | San José            | HP Pavilion                          |
| 19 de febrero   | Estados Unidos | Sacramento          | ARCO Arena                           |
| 21 de febrero   | Estados Unidos | Phoenix             | Cricket Pavilion                     |
| 22 de febrero   | Estados Unidos | Los Ángeles         | Universal Amphitheatre               |
| 23 de febrero   | Estados Unidos | Los Ángeles         | Universal Amphitheatre               |
| 25 de febrero   | Estados Unidos | Denver              | Magness Arena                        |
| 27 de febrero   | Estados Unidos | Minneapolis         | Target Center                        |
| 28 de febrero   | Estados Unidos | Chicago             | Allstate Arena                       |
| 2 de marzo      | Estados Unidos | Champaign           | Assembly Hall                        |
| 4 de marzo      | Estados Unidos | Erie                | Erie Civic Center                    |
| 5 de marzo      | Estados Unidos | Uniondale           | Nassau Veterans Memorial Coliseum    |
| 6 de marzo      | Estados Unidos | Bethlehem           | Stabler Arena                        |
| 8 de marzo      | Estados Unidos | Wallingford         | Oakdale Theatre                      |
| 9 de marzo      | Estados Unidos | Boston              | Orpheum Theatre                      |
| 11 de marzo     | Estados Unidos | Wilkes-Barre        | First Union Arena                    |
| 12 de marzo     | Estados Unidos | Siracusa            | OnCenter                             |
| 14 de marzo     | Canadá         | Montreal            | Centre Bell                          |
| 15 de marzo     | Canadá         | Toronto             | Air Canada Centre                    |
| 16 de marzo     | Canadá         | Quebec              | Colisée Pepsi                        |
| 18 de marzo     | Canadá         | London              | John Labatt Centre                   |
| 19 de marzo     | Estados Unidos | Dayton              | Hara Arena                           |
| 21 de marzo     | Estados Unidos | Grand Rapids        | Van Andel Arena                      |
| 22 de marzo     | Estados Unidos | Detroit             | Cobo Arena                           |
| Europa          |                |                     |                                      |
| 24 de mayo      | Alemania       | Stuttgart           | Schlossplatz                         |
| 31 de mayo      | Rusia          | San Petersburgo     | Ledovy Dvorest                       |
| 2 de agosto     | Alemania       | Rüsselsheim am Main | Opel-Premises                        |
| 3 de agosto     | Finlandia      | Helsinki            | Ankkarock 2003                       |
| 9 de agosto     | Portugal       | Praia da Vitória    | Campo de Jogos                       |
| 10 de agosto    | Portugal       | Ponta Delgada       | Jacome Correia                       |
| 13 de agosto    | Portugal       | Albufeira           | Marina de Albufeira                  |
| 15 de agosto    | España         | Lorca               | Lorca Rock Festival                  |
| 6 de septiembre | Rusia          | Moscú               | Plaza Roja                           |

## Músicos
- Klaus Meine: voz
- Rudolf Schenker: Guitarra rítmica
- Matthias Jabs: Guitarra líder y talk box
- Ralph Rieckermann: Bajo
- James Kottak: Batería